# シャプレー超銀河団

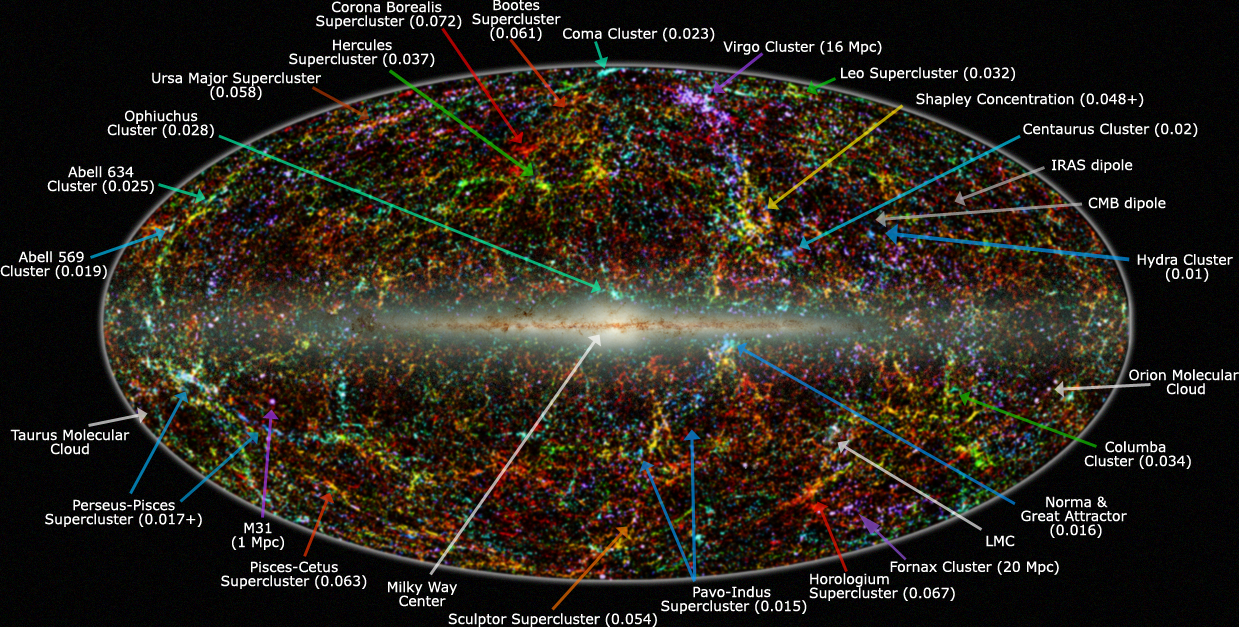
近赤外線による銀河系外天体の総パノラマ図。2MASSで得られたデータに基づいて作成された。シャプレー超銀河団は右上の Shapley Concentration の表記から黄色の矢印をたどる。

シャプレー超銀河団（シャプレーちょうぎんがだん、英: Shapley Supercluster）または(英: Shapley Concentration)は、われわれの近隣の宇宙領域では最大の銀河集団である。
重力的相互作用ユニットを形成しており、それにより宇宙と一緒に膨張することなく自分自身を寄せ集めている。これはケンタウルス座における銀河分布の著しい高密度部分として見え、銀河系から約6.5億光年離れている。

## 最初の認知
1920年代の末に、ハーバード大学天文台のハーロー・シャプレーと共同研究者達はブルームフォンテーン（南アフリカ）に設置された24インチ Bruce 望遠鏡で得られた写真乾板を用いて南天の銀河のサーベイを開始した。
1932年までにシャプレーは乾板上での銀河のカウントから南天の 1/3 の領域の実視等級18等よりも明るい 76,000 の銀河の発見を報告している。後年、このデータのいくつかは銀河面吸収帯の分布と宇宙における銀河の分布密度の計測を目的とする、ハーバード銀河カウントの一部として出版された。このカタログの中で、シャプレーは、かみのけ座・おとめ座銀河団 (Coma-Virgo cloud ； 現在では かみのけ座超銀河団とおとめ座超銀河団の重なり領域として知られる) の大部分に気づいていたが、ケンタウルス座の中の銀河団こそが最も著しい銀河の集中であることを見出した。彼はその「全長の大きさ、銀河数の多さ、著しく拡張された形状」から、それが特に興味深いものであることに気づいた。これは、現在シャプレー超銀河団のコアとして知られているものと同定される。シャプレーは、属している銀河の平均直径からこの銀河団までの距離をおとめ座銀河団までの約14倍と見積もった。従って、おとめ座銀河団までの距離の現在の推定値から、シャプレー超銀河団までの距離は約231メガパーセクと推定される。

## 再発見と命名
シャプレー超銀河団は、以前に撮影された UK Schmidt Telescope (1.2m望遠鏡) スカイサーベイの写真乾板に対して、1989年にケンブリッジ大学（イギリス）の自動写真乾板測定施設 (Automated Plate Measuring Facility ；APM) を用いて行なわれた銀河サーベイにおいて、 Somak Raychaudhury により再発見された 。 この論文の中で、この超銀河団はハーロー・シャプレーにちなんで命名されているが、これは上記の彼の先駆的な銀河サーベイを称えてのことである。なお、Raychaudhury の論文とほぼ同時期に、Roberto Scaramella と共同研究者たちは、銀河団と銀河に関するエイベル・カタログ (Abell catalogue) の中に、銀河団の著しい集中を認知し、アルファ集団 (Alpha concentration) と名づけていた 。

## 現在の関心事
シャプレー超銀河団は、宇宙マイクロ波背景放射(CMB)を基準とした座標に対して、局所銀河群（われわれ自身の銀河系を含む）が運動している方向に非常に近い位置にある。これは多数の人をシャプレー超銀河団こそがわれわれの特異運動の最大の原因の一つ（グレート・アトラクター）なのではないかという考えに導き、この超銀河団に対する興味を高めている。